# Fendt Caravan

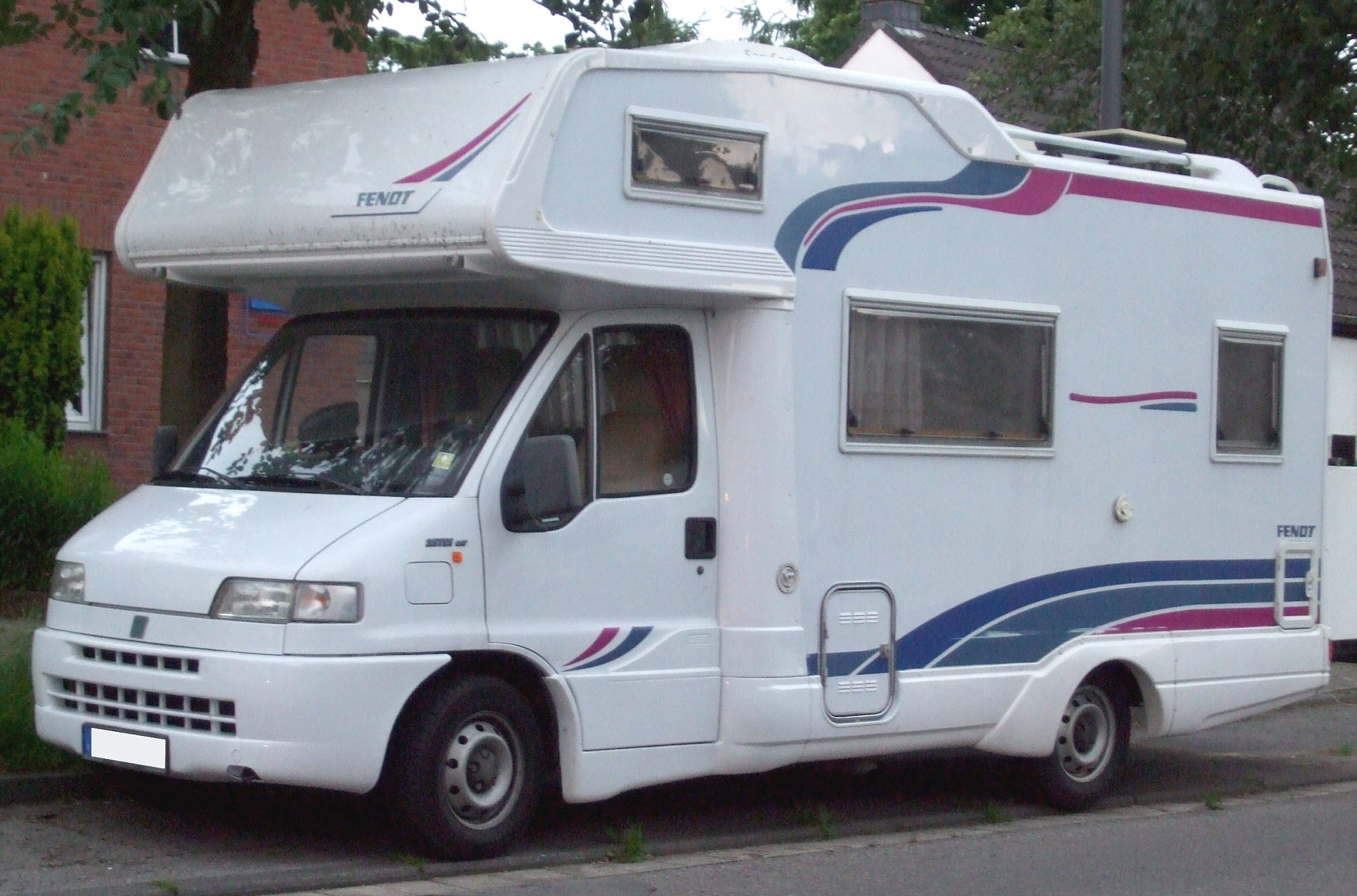
En Fendt-husbil baserad på en Fiat Ducato.

Fendt Caravan GmbH är en tysk tillverkare av husvagnar och husbilar med säte i Mertingen i Bayern, Tyskland. Företaget var ursprungligen en del av jordbruksmaskintillverkaren Fendt, men såldes i slutet av 1990-talet när AGCO Corporation köpte Fendts jordbruksdivison och är nu en del av tyska Hobby-Wohnwagenwerk.